# Europa (beeld)
Europa is een beeld van Hans Kuyper.
Het beeld stamt uit circa 1995. Vanaf 2005 staat in een parkje nabij de Arend Westermanbrug (brug 186), ten noordwesten van de plaats waar de Postjeswetering en Admiralengracht samenvloeien. De doorgaande weg waaraan het kunstwerk te zien is heet de Postjesweg. Vanaf plaatsing tot 2005 stond het beeld op het Columbusplein.
Het beeld laat een zich in het water bevindende jongeman zien, die naar de bodem duikt. Daarbij gaf Kuyper het water weer in de vorm van de zuil; aan de handen en voeten bevinden zich spiraalvormige uiteinden die staan voor het kolkende water achter de duiker. Het bronzen beeld staat op een betonnen ondergrond, dat weggewerkt is met klinkers. 

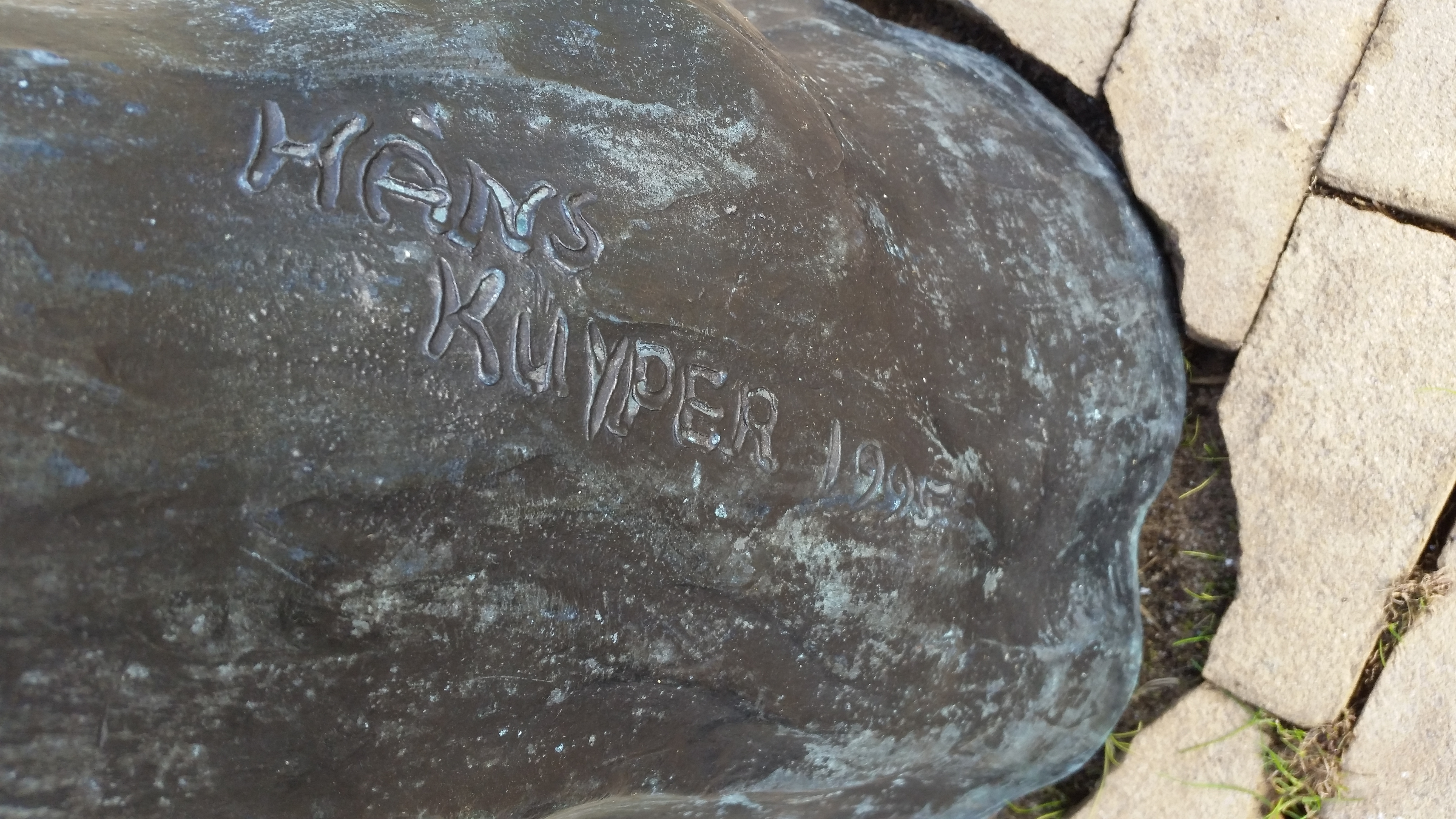
Naam kunstenaar in de voet van het beeld (2019)